# Alicurá-Talsperre
Die Alicurá-Talsperre (spanisch: Embalse de Alicurá) ist eine von insgesamt 5 Talsperren am Río Limay im Nordwesten von Patagonien in den argentinischen Provinzen Río Negro und Neuquén (der Comahue-Region), etwa 100 km von der Stadt San Carlos de Bariloche entfernt. Der Wasserspiegel liegt etwa 705 m über dem Meer. 
Die Talsperre wurde 1985 eingeweiht. Sie wird vorrangig zur Erzeugung von elektrischem Strom genutzt. Außerdem werden im Stausee Salmoniden und andere Fische aufgezogen.
Der Stausee hat eine Fläche von 67,5 Quadratkilometern und eine mittlere Tiefe von 48,4 m (maximal 110 m). Das Speichervolumen beträgt 3267 Milliarden Kubikmeter. Nach anderer Quelle (s. u.) sind es 3215 Millionen Kubikmeter.
Das Absperrbauwerk ist ein Erd- und Steinschüttdamm.